# Lucius Manlius Vulso Longus
Pour les articles homonymes, voir Manlius Vulso.
Lucius Manlius Vulso Longus, fils d’Aulus Manlius, est un personnage politique et militaire de la République romaine, appartenant à la gens Manlia. Il commande plusieurs fois les armées romaines durant la première guerre punique.

## Biographie
Lucius Manlius Vulso Longus est élu consul une première fois en 256 av. J.-C. lors de la première guerre punique. Il commande la flotte romaine avec M. Atilius Regulus. 
Après avoir défait la flotte carthaginoise à Ecnome, ils débarquent au Cap Bon, remportent plusieurs succès et s’emparent de Clypea. Tandis que Regulus demeure en Afrique, Vulso ramène la flotte en Italie avec une partie des troupes et le butin. Il est honoré d’un triomphe pour sa victoire navale.
Manlius Vulso est élu consul une seconde fois en 250 av. J.-C. avec C. Atilius Regulus. Par une action coordonnée de la flotte et de l'armée à terre, ils établissent le siège de Lilybée, port stratégique de la côte ouest de Sicile tenu par les Carthaginois, mais la résistance de la garnison carthaginoise parvient à les tenir en échec. Ce siège dure neuf années, et dépasse donc la durée de leur consulat.